# Hieracium bohatschianum
Hieracium bohatschianum es una especie de planta con flor del género Hieracium, de la familia Asteraceae, orden Asterales.

## Distribución
Hieracium bohatschianum se distribuye por Grecia, Rumania y Yugoslavia.

## Taxonomía
Fue descrita científicamente por Zahn. Fue publicada en Ann. Hist.-Nat. Mus. Natl. Hung. 8: 98 (1910).